# Syphon Filter
Syphon Filter — шутер от третьего лица с элементами стелса, разработанный студией Eidetic в 1999 году. Первая игра в серии Syphon Filter.
Игра вышла на платформе PlayStation практически одновременно с другим стелс-экшеном Metal Gear Solid, что негативно сказалось на её популярности среди игроков. Однако, со временем SF все же привлек к себе внимание, благодаря продуманному дизайну уровней и необычной комбинации шутера и стелса.

## Сюжет
Специальный агент Габриэль Логан и его напарница Лиан Синг расследуют серию биологических терактов, ответственный за которые международный террорист Эрих Ромер. Агентство теряет связь с агентом Эллис в Коста-Рике и отправляет на его поиски Гейба и Лиан. Они находят Эллиса мёртвым, и обнаруживают, что операции по обороту наркотиков Ромера всего лишь прикрытие для нового вируса. Другой взрыв в Непале поднимает ещё больше вопросов, когда группы биохимической защиты находят инфицированного человека, который должен был умереть, но остался жив.
Перед тем как Агентство начало охоту на Ромера, он совершил теракт в Вашингтоне. Гейб сражается с террористами, включая Мару Арамову, идя по следу из бомб через улицу Джорджиа, линии метро, и Вашингтонский Парк, где он должен сжечь вражеского эксперта по оружию Антона Жирдо (Гирдекса), чтобы остановить угрозу.
Расследование Гейба наводит его на новый след — глобальную фармацевтическую и биотехнологическую компанию ФарКом (PharCom), возглавляемую Джонатаном Фаганом. На плантациях в Коста-Рике выращиваются составы для ФарКом, это означает, что Фаган и Ромер работают вместе. На выставочном центре ФарКом, Гейб, следя за Фаганом, проникает на встречу с Марой Арамовой и Эдвардом Бентоном, который очевидно являлся кротом в Агентстве и помогал Ромеру во время теракта в Вашингтоне.
После устранения Бентона, Логан спасает Фагана от убийства, только для того чтобы он сбежал. Мара Арамова была задержана, выяснилось что она пыталась выяснить местонахождения вирусных лабораторий ФарКом у Фагана. Гейб вынужден отложить охоту на Фагана, чтобы уничтожить базу Ромера в Казахстане. Во время устранения Гейбом систем ПВО для успешного побега, Ромер и его люди захватывает Лиан Синг в плен, но директор Агентства Томас Маркинсон спасает Гейба, выслав вертолёт.
Маркинсон разъясняет Гейбу о вирусе Syphon Filter — биооружии, которое можно программировать на генетическом уровне, нацеливая на определённую группу людей. Логан под руководством Маркинсона проникает в крепость Ромера, чтобы ввести подопытным лекарство и найти Фагана, которого Ромер удерживает в заключении. В катакомбах Фаган сообщает Гейбу, что Лиан ещё жива, чуть позже он отводит Логана к ней. Лиан сообщает, что она теперь носитель вируса и говорит, что универсальной вакцины не существует.
Мара Арамова появляется, убивает Фагана, но убеждает Гейба и Лиан в том, что она пришла помочь, и что если они не объединятся, то погибнет весь мир. Тройка отправляется на склады ФарКом в надежде предотвратить запуск ракеты Ромером. Лиан выясняет, что противоядие, данное Маркинсоном, и введенный в подопытных, всего лишь хлорид калия, и Маркинсон просто их всех убил используя Логана, зачищая следы. Пользуясь битвой между террористами Ромера и людьми Фагана, Логан спускается в лабораторию и ищет коды детонации ракеты.
Он находит Маркинсона и заставляет его признаться в том, что Агентство всё это время было вовлечено в график. Ромер на самом деле работает на Маркинсона с тех пор, как Маркинсон захотел заполучить вирус во владение Агентства. Он был против ракетной атаки, и раньше сделал бы всё чтобы остановить её. Ромер убивает Маркинсона пулей в голову. Гейб должен достичь центра управления ракетой вовремя и уничтожить её. По ходу дела происходит яростная битва, в которой Гейб наконец убивает Ромера гранатой с ядовитым газом.
Их миссия выполнена, Гейб и Лиан связались с подразделением армии США по биохимической защите, чтобы те оцепили район. Гейб не знает, насколько Маркинсон сработался с Ромером и Фаганом и теперь вряд ли когда-либо узнает. В то время в Агентстве Арамова подходит к загадочному человеку и шепчет ему что-то на ухо. Он поздравляет её, и нам показывают, стоящие в офисе коробки с надписью «ФарКом».
По сути, это означает что Арамова добыла зараженные вирусом трупы, которые ранее помечал Гейб, и теперь воссоединилась с Агентством, которое теперь устраивает охоту на Гейба и его союзников.

## Персонажи

### Главные герои
- Габриэль Логан (англ. Gabriel Logan) — протагонист, тайный оперативник агентства.
- Лиан Синг (англ. Lian Xing) — оперативник агентства, эксперт по связи. Друг и напарница Логана.

### Антагонисты
- Эрих Роймер (англ. Erich Rhoemer) — международный террорист. Ключевая фигура создания вируса Сифон Фильтр. Инициировал нападение на Вашингтон, округ Колумбия, и попытался взорвать вирусные бомбы и заразить население. План не удался, и Ромер начал преследовать свои собственные цели, приобретении ракеты и её запуска в определённые точки. Террористы верные Ромеру, оккупировали склады ФарКом в Казахстане, для того чтобы Ромер подготовил запуск ракеты с подземной пусковой шахты. Перед запуском ракеты он убивает Маркинсона, а ракета в результате действий Логана была уничтожена в верхних слоях атмосферы. Его противостояние с Агентом Логаном закончилось тем, что Ромер был убит гранатой с нервно-паралитическим газом.
- Томас Маркинсон (англ. Thomas Markinson) — директор агентства. На протяжении большей части 1970-х годов, Томас Маркинсон был солдатом армии США, служил во Вьетнаме, где он заслужил награды Пурпурное сердце и Медаль за Отвагу. После окончания Вьетнамской Войны он работал в нескольких разведывательных операциях в Вашингтоне. В 1997 году вступил в Агентство в качестве нового Директора. Последние несколько лет Маркинсон проводил антитеррористические операции против таких организаций как Чёрный Батон, главой которого являлся Эрик Ромер. Агентство находилось под влиянием международного консорциума во главе с Винсентом Хадденом, которые использовали разведывательные группировки для поддержки и проведения различных операций. Маркинсон работал на Хаддена и получил от него приказ заполучить вирус Сифон Фильтр для Агентства. Вместе с заместителем директора Эдвардом Бентоном, Маркинсон завербовал Ромера в Коста-Рике и использовал его для своих целей. На момент событий игры поручает агенту Габриэлю Логану задачу — найти Ромера. Маркинсон использует Логана, для уничтожения всех свидетельств операций. В Ужгороде, Маркинсон даёт Логану сыворотку хлористого калия, который используют для смертельных инъекций. Он не сказал ему об этом, тем самым устранив всех подопытных Ромера. Маркинсон был неспособен контролировать Ромера, который планировал теракт с Русской ракетой. Он прервал контакт с Логаном и Лиан Ксинг, когда ситуация вышла из под контроля, и лично отправился на склады ФарКом в Казахстане, для того чтобы разыскать Ромера. Он рассказал Логану о своём участии и своих мотивах, а также о приобретении вируса в пользу Агентства. Затем Ромер выстрелил ему в затылок и Маркинсон свалился в ракетную яму.
- Эдвард Бентон (англ. Edward Benton) — исполнительный директор агентства.
- Мара Арамова (англ. Mara Aramova) — наёмная убийца Ромера.
- Антон Гирдо (Гирдекс) (англ. Anton Girdeaux) — эксперт Ромера по вооружению. Сыграл важную роль в вирусной атаке на столицу страны. Гирдо, вместе со своим другом — наёмником Хорхе Маркосом, были ответственны в осаде Вашингтонского Парка, размещения и защите вирусных бомб. Благодаря Заместителю Директора Эдварду Бентону, который исполнял полномочия своего начальника Томаса Маркинсона, Гирдо удалось устроить засаду CBDC команде Дженкинса. Таким образом, из-за логистической утечки информации вся команда была уничтожена. После перестрелки с командой Дженкиса, Гирдо расположился в стенах Военного Мемориала, воспользовавшись радио с зашифрованной частотой для связи с Маркосом и его людьми. Именно здесь, полевой офицер Логан, после обезвреживания вирусных бомб и GPS обнаружителя, в сопровождении агентов CBDC вступил в противостояние с Гирдо. Гирдо был облачён в тяжёлую броню, напоминающую ранние прототипы тяжёлой брони Агентства. Исследования возможной связи с Агентством бессмысленны, но тот факт, что Гирдо остался с Ромером после нападения на Американские земли, предполагает его лояльность вне Агентства, будь то Маркинсон или кто-либо из вышестоящих, например Заместитель Директора Бентон. Его броне-костюм так же был оснащён баком с огнемётом и пуленепробиваемой маской сварщика. Несмотря на это, Габриэлю Логану удалось прострелить его бак с легковоспламеняющимися материалами и сжечь Гирдо заживо. Запрос DPE был отправлен в офис Директора Маркинсона. Позже, тело Гирдо было перемещено офицерами Агентства для скрытия очевидных улик. Логан вспоминал, что обнаружил обугленные останки в подземных био лабораториях Нью-Йорка, предположив что тело вероятно находится всё ещё там.
- Павел Кравитч (англ. Pavel Kravitch) — эксперт Ромера по коммуникациям и связи.
- Хорхе Луис Маркос (англ. Jorge Luis Marcos) — эксперт Ромера по взрывчатым веществам.
- Владислав Габрек (англ. Vladislav Gabrek) — Управляющий охраной базы Ромера в Казахстане.
- Джонатан Фаган (англ. Jonathan Phagan) — руководитель и основатель PharCom Industries, Inc.

### Второстепенные персонажи
Эллис (англ. Ellis) — оперативник агентства, эксперт по взрывчатке (присутствует в начальном ролике)
Ричард Эриксон (англ. Richard Erikson) — Директор Европейского подразделения PharCom

## Критика
| Сводный рейтинг | Сводный рейтинг |
| Агрегатор       | Оценка          |
| --------------- | --------------- |
| GameRankings    | 86,93 %         |
| Metacritic      | 90/100          |

Syphon Filter получил в целом положительные отзывы критиков. На агрегаторе Metacritic игра имеет 95 из 100 баллов и 19 отзывов критиков. Дюг Перри из IGN поставил 9,5 из 10 баллов и заявил: «Самая неожиданная и, безусловно, одна из самых важных игр года — это Syphon Filter. Этот гибрид экшена, приключений и головоломок объединяет хорошо сбалансированный игровой процесс, FMV и сюжетные линии. На самом деле, легко сказать, что, хотя он заимствует аспекты из других игр, он даже близко не похож ни на какую из них». Перри похвалил игру за детализацию и продвинутую графику, но раскритиковал низкое разрешение и несовершенную частоту кадров.